# カーダール・ヤーノシュ
カーダール・ヤーノシュ（ハンガリー語: Kádár János, 出生時はGiovanni Csermanek, 1912年5月26日 - 1989年7月6日）は、社会主義政権時代のハンガリーの政治家。実質的な最高指導者であるハンガリー社会主義労働者党書記長（1956年-1988年）を務めたほか、首相（閣僚評議会議長）に2期（1956年-58年、1961年-65年）在任した。

## 生い立ち
カーダールは当時のオーストリア＝ハンガリー帝国領フィウーメ（現在のクロアチア領リエカ）で生まれた。カーダールの「ジョバンニ」というイタリア風のファーストネームは、出身地フィウーメの法律による。6歳までは里親のもとで暮らし、その後母親と再会し、14歳まで学校に通った。カーダールの父は父権を拒否し、母のボルバーラ(Borbála)を援助することを拒否した。やがてカーダールはタイプライター整備工として奉公に出て、17歳で労働組合の若手グループに参加し、1931年に非合法のハンガリー共産党に入党した。その後、不法な政治活動のため数回逮捕され、1933年には2年の実刑判決を受けた。
第二次世界大戦時、ハンガリーはナチス・ドイツの同盟国であり、独ソ戦に参戦していた。カーダールは、ドイツに解体されたチェコスロバキアのレジスタンスとともに戦った。
独ソ戦末期、ハンガリーは多くの東欧諸国とともにソビエト連邦軍に占領され、その圧力により社会主義政権が成立した。1946年、カーダールはハンガリー共産党の副書記長に選出された。1949年、カーダールはライク・ラースローの後任として内相となった。ライクは共産党指導者ラーコシ・マーチャーシュにより外相に任命されたが、この時カーダールは既に「見せ物裁判」の主要な被告として秘密裏に選ばれていた。この裁判はソ連のヨシフ・スターリンにより始められた見せ物裁判に似せてラーコシが企てたものであった。ライクおよび「彼のスパイ網」はユーゴスラビア大統領のチトー元帥と共謀した廉で起訴され、そして処刑された。マキャベリ的陰謀の中、自身を見せ物裁判に巻き込むためにカーダールは内相に任命された。しかしながら、捜査を担当するハンガリー国家保安局（ÁVH）はラーコシから直接に命令されていた。一年後、カーダール自身が冤罪で見せ物裁判の生贄となり、終身刑を宣告された。
1953年にナジ・イムレが首相に任命され、続いてスターリンが死去した後、1954年にカーダールは釈放された。
カーダールは重工業の盛んなブダペストの第13地区において党書記として活動するようにとの申し出を受け入れた。カーダールは労働組合に対し更なる自由を要求する労働者の中で広範囲な支持を獲得したことで、すぐさま有名となった。

## 1956年のハンガリー動乱における役割
ナジは自由化プロセスを開始し、新聞・出版への国家統制を廃止し、多くの政治犯を釈放した。ワルシャワ条約機構からハンガリーを脱退させたい旨も表明し、ナジは連立政権を樹立した。ソ連の指導者達は「互いの尊重と対等な立場に基づいてハンガリーとの新しい関係を築くよう努力する」と声明を出していたが、11月の初日にソ連共産党幹部会は、革命を力づくで弾圧することを決定した。
この間に、ハンガリー勤労者党（共産党）は解党を決議し、ハンガリー社会主義労働者党の名前で党を再編した。カーダールは書記長に選出された。カーダールはまた、国務相としてナジ政府の一員でもあった。11月1日に、カーダールは在ブダペストソ連大使館に誘拐され、ソ連の指導者たちが待つモスクワに連れ去られた。そこでソ連の指導者たちは、ハンガリーでの「反革命」の展開はなんとしても終結させなければならないとカーダールに信じさせようとしたのだった。カーダールは最初その圧力に抵抗し、ナジ政府は社会主義体制の廃止を目論むものではないと主張した。カーダールがその圧力に屈したのは、ソ連の指導者たちからハンガリーに駐留するソ連軍が革命を弾圧するという決定は既に下されており、従来の共産主義指導体制がハンガリーに戻されるだろうと知らされた時だったのであり、カーダールには新政府首相の地位を引き受けるつもりはなかった。ソ連の戦車は革命を弾圧するため、11月4日の夜明けにブダペストに向かって動き出した。同日、カーダールを長とした、いわゆる「臨時労農革命政府」（Provisional Revolutionary Government of Workers and Peasants）の樹立宣言がソルノクから放送された。
カーダールはこの新政府のための「15項目の綱領」を宣言した。
1. ハンガリー国家の独立・主権を確保する。
2. 人民民主主義・社会主義体制をあらゆる攻撃から擁護する。
3. 兄弟同胞の争いを終らせ、秩序を回復する。
4. 完全対等および不干渉を基礎として、他の社会主義諸国と緊密な兄弟関係を築く。
5. 政府の形態に関わりなく、全ての国々と平和のために協力する。
6. ハンガリー全ての国民の生活水準を早急かつ十分に向上させる。
7. 生活水準におけるこの増加を考慮し、5カ年計画を修正する。
8. 労働者の利益のために、密室政治を除去し、民主主義を広める。
9. 広められた民主主義を基礎に、工場および企業においては、労働者による管理が行われねばならない。
10. 農業生産を発展させ、強制配給を撤廃し、そして個々の農民に無償で資金援助をする。
11. すでに存在する行政府および革命評議会においては、民主的な選挙を保証する。
12. 職人および小売業を支援する。
13. ハンガリーの革新的伝統の精神にのっとり、ハンガリー文化を発展させる。
14. 人民の利益を代行するハンガリー革命労農政府は、我が国民が悪意ある反動勢力を打ち砕き、ハンガリーに秩序と平静を回復することを支援するよう、赤軍に要請する。
15. 危機が去った後、ハンガリーに進駐したワルシャワ条約機構軍の撤退に関する交渉をワルシャワ条約機構側と行う。

カーダールはまた「敵対しない者は誰もが我らと共に」あり、「普通の人々は、弾圧はもとより監視さえも恐れる必要なく、その経済活動を続け、演説し、読み、書くための正当な自由を得る」と付言した。これは、自らに従わない者を全て敵とみなしたスターリン主義独裁者ラーコシによる支配とは特筆すべき対照をなした。
綱領の15番目に掲げられた「ワルシャワ条約機構軍の撤収」は、20万の強力なソ連分遣隊がハンガリーに駐屯するというワルシャワ条約由来の圧力の後に撤回されたが、結果的にカーダールは巨額の国防予算を福祉予算に転用することができた。
ナジはルカーチ・ジェルジ、ロションツィ・ゲーザ (Losonczy Géza)、ライク・ラースロー未亡人ユリアをともない、ユーゴスラビア大使館に逃れた。カーダールは彼らからの求めに対して安全な帰還を約束したが、ソ連の党指導者達がユーゴスラビア大使館で亡命を求めたナジ・イムレおよび他の政府要員はルーマニアへ追放することにしたため、この約束は果たされなかった。後に、1956年の出来事におけるナジ・イムレ政府の責任について裁判が起こされた。これはたびたび延期されたが、最終的に被告は反逆ならびに「民主国家の秩序」の転覆の企てで有罪とされた。ナジ・イムレ、マレーテル・パール (Maléter Pál)、そしてギメシュ・ミクローシュ (Gimes Miklós) は死刑判決を受け、1958年6月16日に処刑された。ロションツィ・ゲーザとシゲシ・アッティラ (Szigethy Attila) の2人は裁判途中に不審な状況下で獄死した。

## カーダール時代
ソ連の影響を強く受けはしたが、カーダールは（例えば集団農場の農民に対して相当に大規模な私有地を許可するなど）ソ連に反する政策を実行し、政治犯の釈放やローマ教皇庁との和解を進め、ナジによって廃止された秘密警察のハンガリー国家保衛庁も復活させないなど、東側社会主義国の中では比較的穏健な統治を行った。
1966年にはニエルシュ・レジエ書記らによって「新経済メカニズム」が導入され、市場経済の一部導入などを進めた。同年11月には国民議会選挙の候補者を複数候補制にするなどの政治改革も進められた。これらの改革によってハンガリー経済は発展し、国民の所得も増加した。
1968年のワルシャワ条約機構軍によるプラハの春弾圧のためのチェコスロバキア侵入の際には最後まで反対し、チェコスロバキア共産党のアレクサンドル・ドプチェク第一書記と会談を行うなど、軍事介入回避に努めた。結局、最後はソ連のレオニード・ブレジネフ書記長に「ヤーノシュ、ほんの小部隊を送るだけですべてを達成できるのだよ」と説得され、これに応じざるを得なかった。
1973年にソ連のブレジネフ政権の圧力によって、ハンガリー改革は後退を余儀なくされた。経済に対する党中央の統制が強められ、1974年には改革を主導していたニエルシュらも解任・左遷された。しかし、その処遇は「プラハの春」後に改革派党員を除名したチェコスロバキア共産党のグスタフ・フサーク第一書記の「正常化路線」に比べれば穏やかなものであった。
また「新経済メカニズム」も完全には廃止されず、1970年代後半の第二次石油危機以降は再び改革が進められるようになり、「社会主義市場経済」が目指されるようになった。経済改革は比較的高い生活水準を生み出し、ハンガリーは冷戦中は東ヨーロッパでもっとも住みよい地のひとつだった。1990年代に資本主義経済への転換過程で引き起こされた生活水準の劇的な低下のために、多くのハンガリー人がカーダール時代に郷愁を覚えている。この郷愁が元ハンガリー社会主義労働者党改革派の政治家ホルン・ジュラ元外相（ハンガリー社会党）の首相選出（1994年）と言う形で現れた。
カーダール時代には観光旅行が劇的に増加し、カナダやアメリカ、西ヨーロッパから多くの観光客が訪れ、多額の資金をハンガリーにもたらした。ハンガリーは欧米先進諸国と強い関係を築き、そして多くの外国人研究家が訪れた。

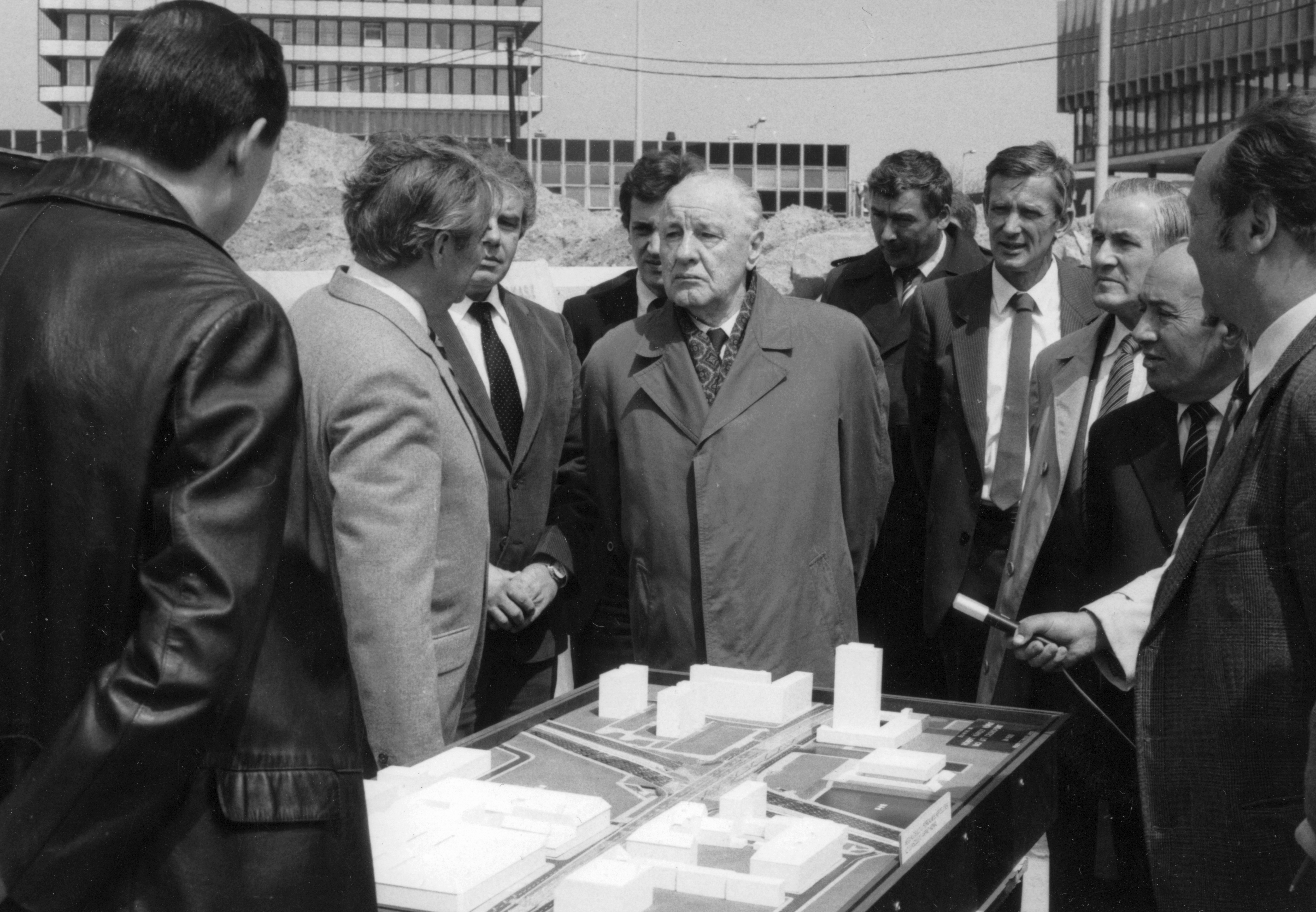
国内を視察するカーダール（1984年）

1978年には「ハンガリー国王の聖冠」（第二次世界大戦期までのホルティ・ミクローシュ政権の政治的象徴性を伴うことを防ぐため、メディアにおいては「ハンガリーの王冠」と呼ばれた。）及び宝器がアメリカから首都ブダペストに返還された。
ハンガリーから西側への旅行も他の東側諸国に比べると比較的自由であり、1980年には380万人が西側へ旅行している。検閲も比較的緩やかであり、閣僚の指名は形式的ながら、党中央委員会政治局の決定だけでなく大衆組織「愛国人民戦線」と協議をして決定するなどの改革が行われた。
1982年には国際通貨基金（IMF）に加盟し、経済への市場原理の導入の徹底、個人企業の設立自由化、国営企業の党からの自立など経済の自由化が進んだ。政治的にも1983年には再び議会選挙が複数候補制となり、1985年には社会主義労働者党の党員以外からも国会議員に当選する者が出るようになった。
カーダールは国際レーニン平和賞を受賞した（1975年-76年）。カーダールはまた、1964年4月3日にソ連邦英雄の称号を授与された。
カーダールは政治・経済の改革を進める一方でソ連との友好維持にも努め、ソ連に付け入る隙を与えなかった。

## 罷免と死
カーダールは1988年までハンガリーの権力の座にあったが、経済改革の際に行った過度な投資が対外債務の増加に拍車をかけ、1980年代後半に入るとハンガリー経済は悪化し始めた。しかし高齢になったカーダールは保守化し、これ以上の改革に否定的になった。
1987年、カーダールと党の保守派は対外債務の返済に必要な財源を確保すべく、経済改革で誕生した富裕層に対し、所得税や財産税などを課税しようとしたが、これは国民の猛反発を受け、同年秋の国民議会では政府が提出した増税法案が否決された。政府提出法案が議会で否決されるという、社会主義体制下では今まで起こりえなかった事態が発生したのである。これによってカーダールと保守派は信頼を失うこととなった。そして、1988年5月の党大会でカーダールは書記長辞任に追い込まれ、党総裁という儀礼的な地位に退いた。
カーダールの後継には穏健改革派のグロース・カーロイ首相が書記長となった。グロースはカーダール路線の継続に努め、一党独裁体制の枠内で党内民主化、党と国家の分離を行って改革を進めようとした。

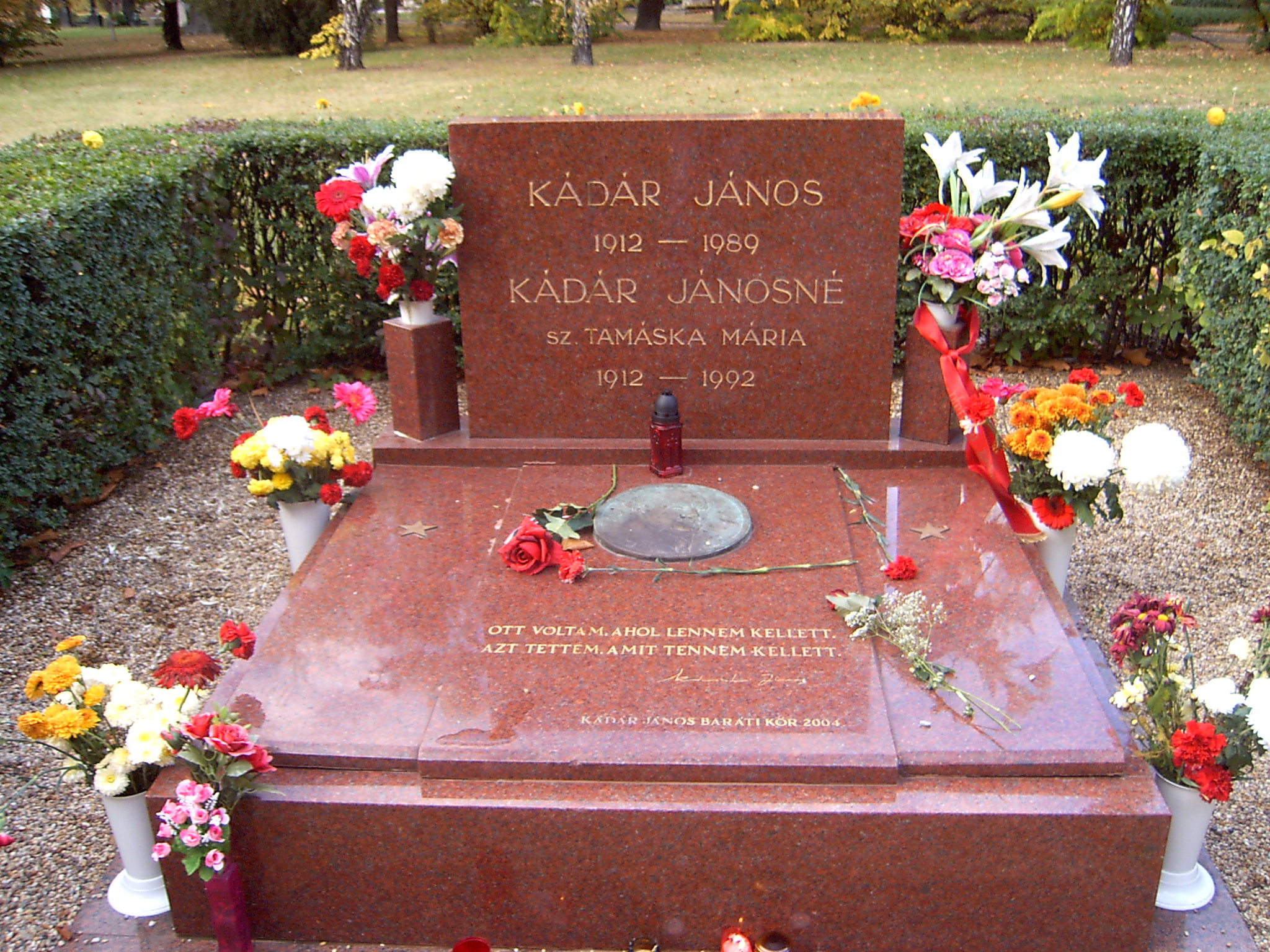
カーダールの墓

だが、同じく1988年の党大会で政治局に復帰したニエルシュ・レジエや新たに政治局入りしたネーメト・ミクローシュ（1988年から首相）、ポジュガイ・イムレ愛国人民戦線書記長らの急進改革派は民主化を推進し、社会主義体制を解体し始めた。1989年6月にはニエルシュ・レジエが新たに創設された党の最高指導職である政治執行委員会幹部会議長の座に就き、グロースは事実上失脚した。老齢のカーダールはその直前の1989年5月に病気を理由に党総裁の職を解かれて政治から完全に排除され、その後まもなく77歳でその生涯を閉じた。

## 評価
- カーダールはソ連の後ろ盾で1956年の改革を弾圧して権力者となり、また晩年は保守化したものの「妥協と中道の政治家」として改革を行った。その姿勢は、東欧革命による社会主義政権崩壊で銃殺刑に処せられたルーマニアのニコラエ・チャウシェスク、実刑判決を受けたブルガリアのトドル・ジフコフ、国外逃亡した東ドイツのエーリッヒ・ホーネッカーといった他の中東欧の共産主義国の指導者たちに比べれば高く評価された。改革派主導の党幹部会もカーダール死去時の追悼声明で「フルシチョフ失脚後もソ連共産党第20回大会（非スターリン化）の理念を支持し続けた」と讃えている[13]。
- 日本では、自著『ヤーノシュ・カダル : 新しいハンガリーへの道』（1974年）[14]と、評伝『カーダール・ヤーノシュ伝 : 現代ハンガリー史の証人 』（1985年）[15]が恒文社から刊行されている。